# Koule a kulová plocha v analytické geometrii

## Koule
Koule je množina všech bodů v prostoru, jejíchž vzdálenost od bodu S0 je menší nebo rovna r. Koule vznikne např. rotací kruhu K(S0;r) kolem přímky, která obsahuje jeho průměr AB.

### Středová rovnice koule
Pokud střed koule leží v počátku soustavy souřadnic:
S[0;0;0]
x2 + y2 + z2 ≤ r2

Pokud střed koule leží jinde než v počátku soustavy souřadnic:
S[m;n;p]
(x-m)2 + (y-n)2 + (z-p)2 ≤ r2

## Kulová plocha
Kulová plocha je množina všech bodů X v prostoru, které mají od daného bodu S stejnou vzdálenost r; S je střed kulové plochy, r je její poloměr. Kulová plocha vznikne rotací kružnice k(S0;r) kolem přímky, která obsahuje její průměr AB. 

### Středová rovnice kulové plochy
Pokud střed kulové plochy leží v počátku soustavy souřadnic:
S[0;0;0]
x2 + y2 + z2 = r2

Pokud střed kulové plochy leží jinde než v počátku soustavy souřadnic:
S[m;n;p]

(x-m)2 + (y-n)2 + (z-p)2 = r2

### Obecná rovnice kulové plochy
x2 + y2 + z2 + Ax + By + Cz + D = 0, kde {\displaystyle S[-{\frac {A}{2}};-{\frac {B}{2}};-{\frac {C}{2}}]} je střed kulové plochy a její poloměr {\displaystyle r={\frac {1}{2}}{\sqrt {A^{2}+B^{2}+C^{2}-4D}}}, přičemž A2+B2+C2>4D